# Хрестове склепіння

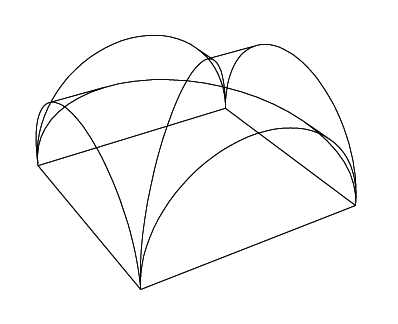
Хрестове склепіння

Хрестове склепіння — склепіння, утворене перетином двох склепінь циліндричної або коробчастої форми однакової висоти під прямим кутом. Воно застосовується для перекриття квадратних, а іноді й прямокутних у плані приміщень. Може спиратися на опори (стовпи, колони) на кутах, що дозволяє сконцентрувати навантаження лише на кутових опорах.

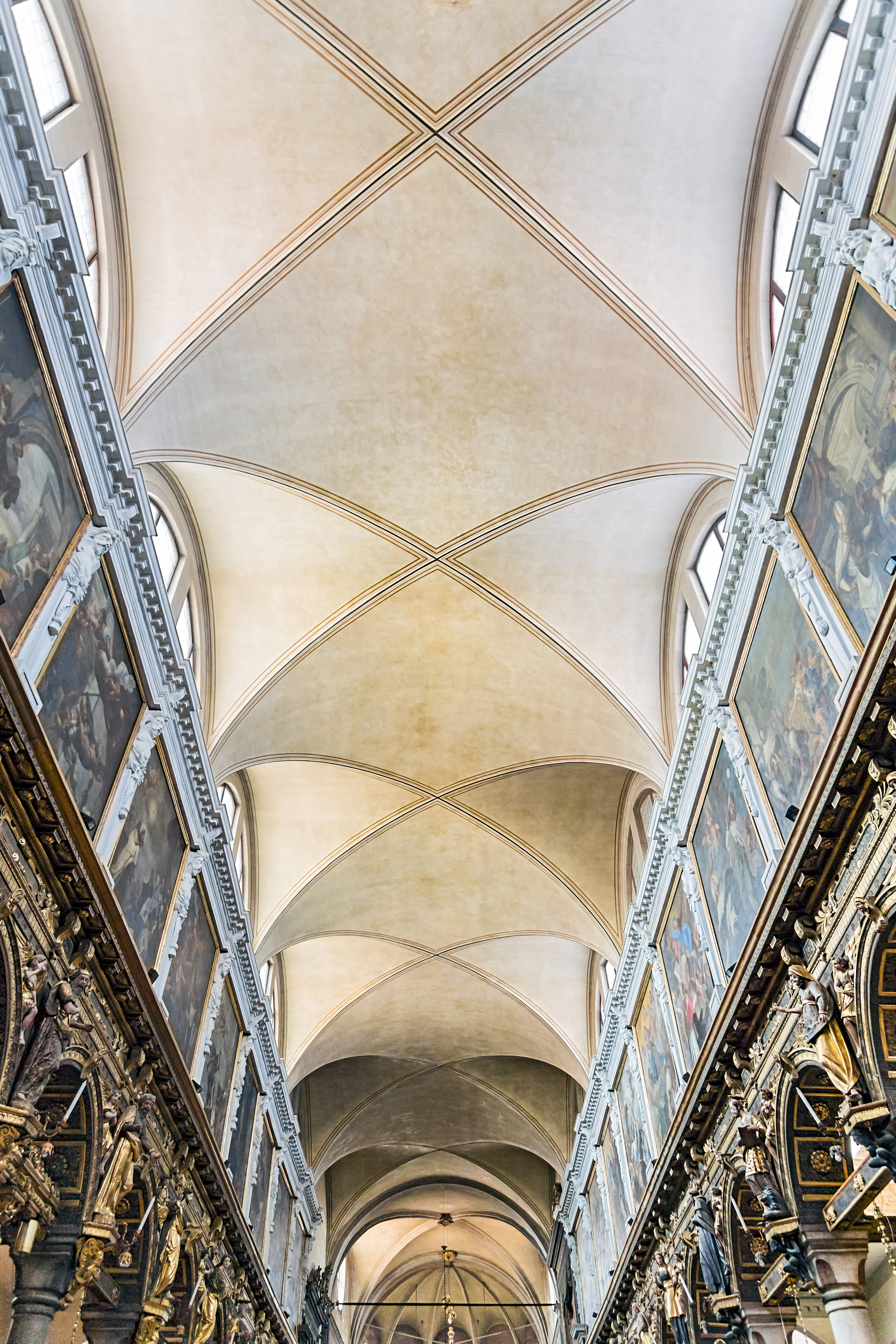
Багатосекційне хрестове склепіння епохи Відродження у церкві Санта-Марія-ді-Карміні у Венеції.

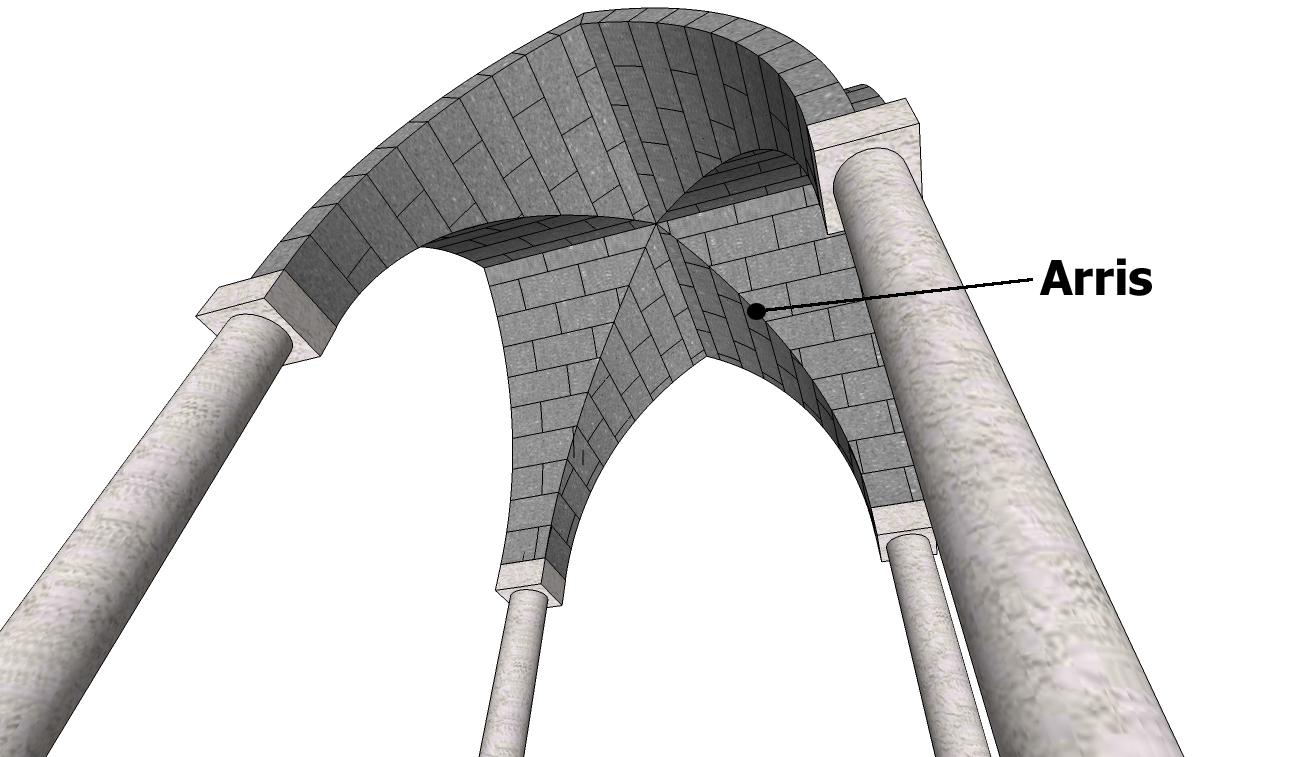
Готичне хрестове склепіння

Готичне хрестове склепіння (нервюрне склепіння), що являє собою каркасну конструкцію у вигляді мережі нервюр, на які спираються розпалубки. Характерними є чітко окреслені профільовані діагональні ребра, що складають основний робочий каркас, що сприймає основні навантаження. Розпалубки були викладені як самостійні невеликі склепіння, що спираються на діагональні ребра.
Хрестові склепіння широко використовувались в архітектурі Стародавнього Риму та Візантії. Західноєвропейська готика надавала перевагу хрестовим склепінням, розвинувши їх максимально в напрямку опуклості.
Купол, розміщений барабаном на хрестовому перекритті, називається хрестовокупольним склепінням.